# سان-موريس-دو-غوردان
سان-موريس-دو-غوردان (بالفرنسية: Saint-Maurice-de-Gourdans)‏ هي بلدية فرنسية تقع في إقليم الآن في فرنسا. رمز إنسي لها هو:1378. أما الرمز البريدي لها فهو: 1800.